# Viktor Antonovič Ťomin
Viktor Antonovič Ťomin (3. listopadu 1908 Joškar-Ola - 9. ledna 1987) byl sovětský fotograf a fotoreportér. Pracoval v novinách Krasnaja Tataria, Pravda a Izvestia, stejně jako v časopisech Ogoňok a TASS. Zasloužilý pracovník kultury RSFSR. Zasloužilý umělecký pracovník Marijské ASSR (1973). Čestný občan Joškar-Oly (1975). Účastník Velké vlastenecké války.

## Životopis
Viktor Antonovič Ťomin se narodil v Joškar-Ola, Marijsko) v rodině kněze. Svou první fotografii pořídil v Menzelinsku, když byl ještě školák.
V roce 1922 začal pracovat jako dopisovatel novin Izvestia TatCIKa. V roce 1929 fotografoval Viktor Antonovič na pokyn redakční rady Krasnaya Tataria Maxima Gorkého, který přijel do Kazaně. Na setkání pisatelka předala korespondentovi přenosnou kameru Leica.
V roce 1930, V. A. Ťomin dokumentoval řadu významných událostí: první expedici na severní pól, epos o záchraně parníku Čeljuskin, lety Valerije Čkalova, A. V. Beljakova a G. F. Baidukova, první let pilotek na letadlo "Rodina", expedice do Arktidy na ledoborcích "Taimyr", "Murmansk", "Jermak" nebo "Sadko". V roce 1938 se zúčastnil bitev jako fotoreportér u jezera Chasan a řeky Chalchin-Gol, kde se setkal s velitelem první armádní skupiny sovětských vojsk v Mongolsku Georgijem Konstantinovičem Žukovem.
Po útoku Třetí říše na Sovětský svaz pracoval V. A. Ťomin jako frontový korespondent na různých frontách. V poledne 1. května 1945 vyfotografoval vítězný prapor z letadla Po-2. Tato fotografie byla okamžitě doručena do redakce Pravdy. Fotografie „Vítězná vlajka nad Říšským sněmem“ byla publikována v novinách a časopisech v desítkách zemí po celém světě. Pilot I. Vetšak později vzpomínal:
Citát „Vzhledem k velmi obtížné situaci se nám poblíž Reichstagu, kde plála rudá vlajka, podařilo proletět bohužel jenom jednou. Takto se objevil tento jediný snímek.
Později na bitevní lodi Missouri Ťomin fotografoval podepsání japonského zákona o kapitulaci.
Byl korespondentem Pravdy na norimberských procesech.
Kromě toho 35 let pravidelně fotografoval spisovatele M. A. Šolochova. Je považován za jednoho z nejoperativnějších a vysoce profesionálních fotoreportérů sovětské žurnalistiky.
Ťomin zemřel 9. ledna 1987. Byl pohřben v Moskvě na hřbitově v Kuntsevu.

## Ocenění
- Dva řády rudé hvězdy (18. 6. 1945; 29. 9. 1945)[1]
- Řád vlastenecké války, I. stupeň (6. 4. 1985)[1]
- Řád 2. stupně vlastenecké války (10. 10. 1943)[1]
- Zasloužený pracovník kultury RSFSR[1]
- Zasloužený umělec Marijské ASSR (1973)[1]
- Čestný občan Joškar-Oly (1975)[1]

## Galerie

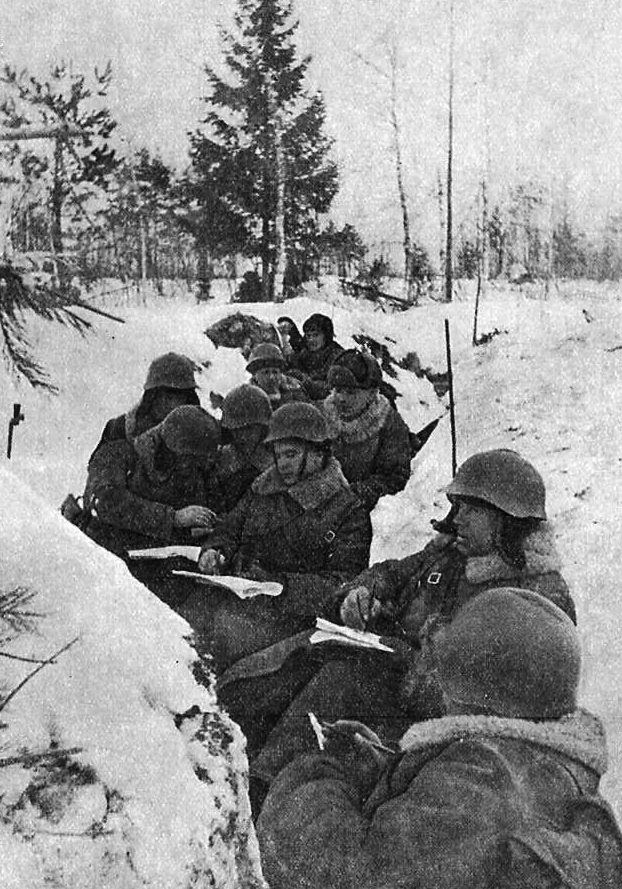
Konvence strany Rudé armády o zákopech během zimní války, 1940-1941
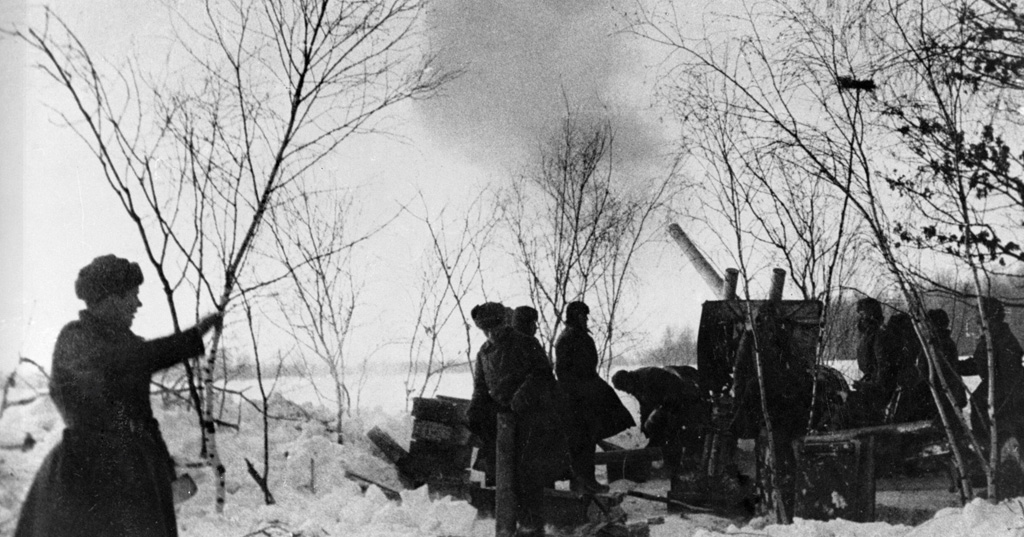
„Obrana Moskvy“, dělostřelci střílejí na nepřítele ze 122mm děla během Velké vlastenecké války. Rusko, Moskevská oblast, 3. prosinec 1941
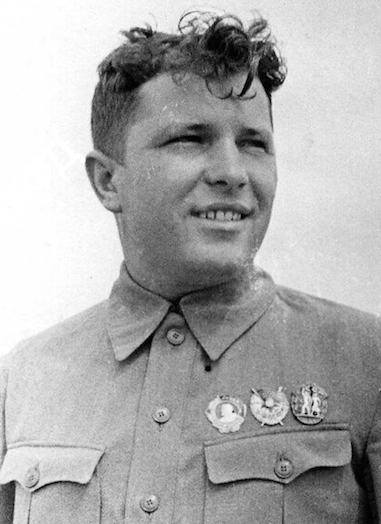
Grigorij Panteleevič Kravčenko